# André Michelin
André Jules Michelin (16 de gener de 1853 - 4 d'abril de 1931) fou un industrial francés i fundador, amb el seu germà Édouard Michelin (1859-1940), de la Compagnie Générale des Établissements Michelin a Clermont-Ferrnad l'any 1888. És distingit com a cavaller de le Legió d'honor francesa l'any 1898.
El 1886, amb 33 anys, abandona la carrera d' enginyeria que cursava a Paris per encarregar-se del negoci familiar de productes i maquinària per a l'agricultura.
L' any 1900 publica la primera Guia Michelin amb l'objectiu de promoure el trànsit amb cotxe, afavorint d'aquesta manera el seu negoci de neumàtics. Els mapes eren a escala 1/200.000 i destacaven per la seva precisió quasi microscópica.